# Pavol Polakovič
Pavol Polakovič (* 11. ledna 1974, Smolenice) je český profesionální boxer slovenského původu, romského etnika.
Působil v oddíle boxu Dukly Olomouc a BC DTJ Prostějov. Účastnil se olympiády v Atlantě v roce 1996.
Jeho syn Pavel Polakovič se rovněž věnuje boxu.